# Фридрих фон Дона
Фридрих фон Дона „Млади“ (на немски: Friedrich 'der Jüngere' Burggraf und Graf zu Dohna; * 4 февруари 1621 в Кюстрин в Бранденбург/Полша; † 27 март 1688 в Лютри близо до Лозана, Швейцария) е бургграф и граф на Дона, господар на Копет, щатхалтер на Княжество Оранж, майор на Берн. Той е офицер на служба в Нидерландия и в Курфюрство Бранденбург и уважаван в новата му родина Швейцария.

## Биография
Той е най-големият син на граф и бургграф Кристоф II фон Дона (1583 – 1637) и съпругата му графиня Урсула фон Золмс-Браунфелс (1594 – 1657), дъщеря на граф Йохан Албрехт I фон Золмс-Браунфелс (1563 – 1623) и графиня Агнес фон Сайн-Витгенщайн (1568 – 1617). Внук е на бургграф и граф Ахац I фон Дона-Карвинден-Лаук (1533 – 1601).
Брат е на бургграф и граф Кристиан Албрехт фон Дона (1621 – 1677), генерал на Бранденбург, Хайнрих (1624 – 1643, убит в битка при Нотингхам), и на граф и бургграф Кристоф Делфикус фон Дона (1628 – 1668), шведски генерал и дипломат. Негова братовчедка е курфюрстка Луиза Хенриета фон Бранденбург-Оранска.
Фридрих фон Дона служи от 1636 г. при Хайнрих Казимир II фон Насау-Диц в нидерландската войска и става генерал-лейтенант. През 1649 г. Вилхелм II Орански го прави губернатор на Княжество Оранж. На тази служба той е до 1660 г., когато страната е окупирана от Луи XIV.
Още през 1657 г. той купува баронията Копет в Кантон Ваат на Женевското езеро и се мести там след окупацията на Оранж. Тамошният замък той превръща в дворец.
Той изпълнява дипломатически задачи на курфюрст Фридрих Вилхелм фон Бранденбург. През 1667 г. е главнокомандващ в Женева, когато има опасност от атака от Савоя. Берн му дава гражданско право.
Той боледува, двата му крака се парализират, но Вилхелм III Орански иска от него съвети.
Умира на 67 години на 27 март 1688 г. в Лютри близо до Лозана. Погребан е тържествено в Лозана по нареждане на управлението на Берн.

## Фамилия
Фридрих фон Дона се жени на 29 октомври 1656 г. в Понт де Вейле за Есперанца дьо Монбрун-Ферасиерес (* 1638, Понт де Вейле; † 12 юли 1690, дворец Копет), дъщеря на Жан ду Пуй-Монтбрун, маркиз де Монтбрун († ок. 1670) и Антоанета де Поансард, дама д'Епейсоллес († 1654). Те имат девет деца:
- Хенриета Амалия Катарина (* 12 ноември 1658; † 18 септември 1707), омъжена на 5 май 1680 г. в Епейсолес за генерал Юлиус Хайнрих фон Фризен (* 17 юни 1657; † 28 август 1706)
- Фридрих Албрехт (1659 – 1662)
- Луиза Антоанета (* 1 октомври 1660; † 16 януари 1716), омъжена на 15 март 1685 г. в Женева за Фридрих Кристоф фон Дона-Карвинден (* 7 януари 1664; † 15 юли 1727), син на чичо ѝ граф и бургграф Кристоф Делфикус фон Дона (1628 – 1668)
- Александер (1661 – 1728), женен:
  1. на 29 юли 1684 г. във Визмар за Амалия Луиза фон Дона (* 20 юли 1661; † 2 април 1724), дъщеря на чичо му Кристоф Делфикус фон Дона (1628 – 1668)
  2. на 25 декември 1725 г. в Райхтерсвалде за Йохана София фон Дона-Лаук (* 27 август 1682; † 2 април 1735), дъщеря на Кристоф Фридрих фон Дона-Лаук (1652 – 1734)
- Йохан Фридрих, маркиз де Ферасиерес (* 9 ноември 1663; † 24 юли 1712), нидерландски генерал-лейтенант, убит в битка при Денайн, женен:
  1. на 14 март 1692 г. за леди Хелен МакКарти (* 1671; † 24 април 1698);
  2. на 5 март 1702 г. за Албертина Хенриета графина на Биландт (* 26 октомври 1673; † 1725)
- Хенриета Урсула (* 25 януари 1663; † 2 май 1712), омъжена на 29 март 1695 г. в Детмолд за граф Фердинанд Кристиан фон Липе-Детмолд (* 13 септември 1668; † 18 октомври 1724)
- Кристоф (1665 – 1733), женен на 18 ноември 1690 г. в Детмолд за Фреде-Мария/Фридерика Мария (* 28 декември 1660; † 22 ноември 1729 в Данциг), дъщеря на чичо му Кристиан Албрехт фон Дона (1621 – 1677)
- Есперанца Генева Магдалена (* 16 май 1668; † 2 август 1729)
- София Албертина (* 12 август 1674; † 23 септември 1746), омъжена на 16 април 1713 г. в Шлобитен за Хайнрих Вилхелм фон Золмс-Вилденфелс (* 27 май 1675; † 15 септември 1741)